# FDP Baselland
Die FDP.Die Liberalen Baselland ist eine politische Partei im Kanton Basel-Landschaft. Sie ist liberal und gehört der Schweizer Partei FDP.Die Liberalen an.
Der Vorgänger der FDP Baselland wurde 1905 unter dem Namen Jungfreisinnige Baselland gegründet. Die FDP Baselland ist die grösste Partei im Kanton Basel-Landschaft. Sie gliedert sich in zahlreiche Ortssektionen. Eine nahestehende Organisation ist die Jungpartei, die Jungfreisinnigen Baselland (Präsident: Cyril Bleisch).

## Parteileitung

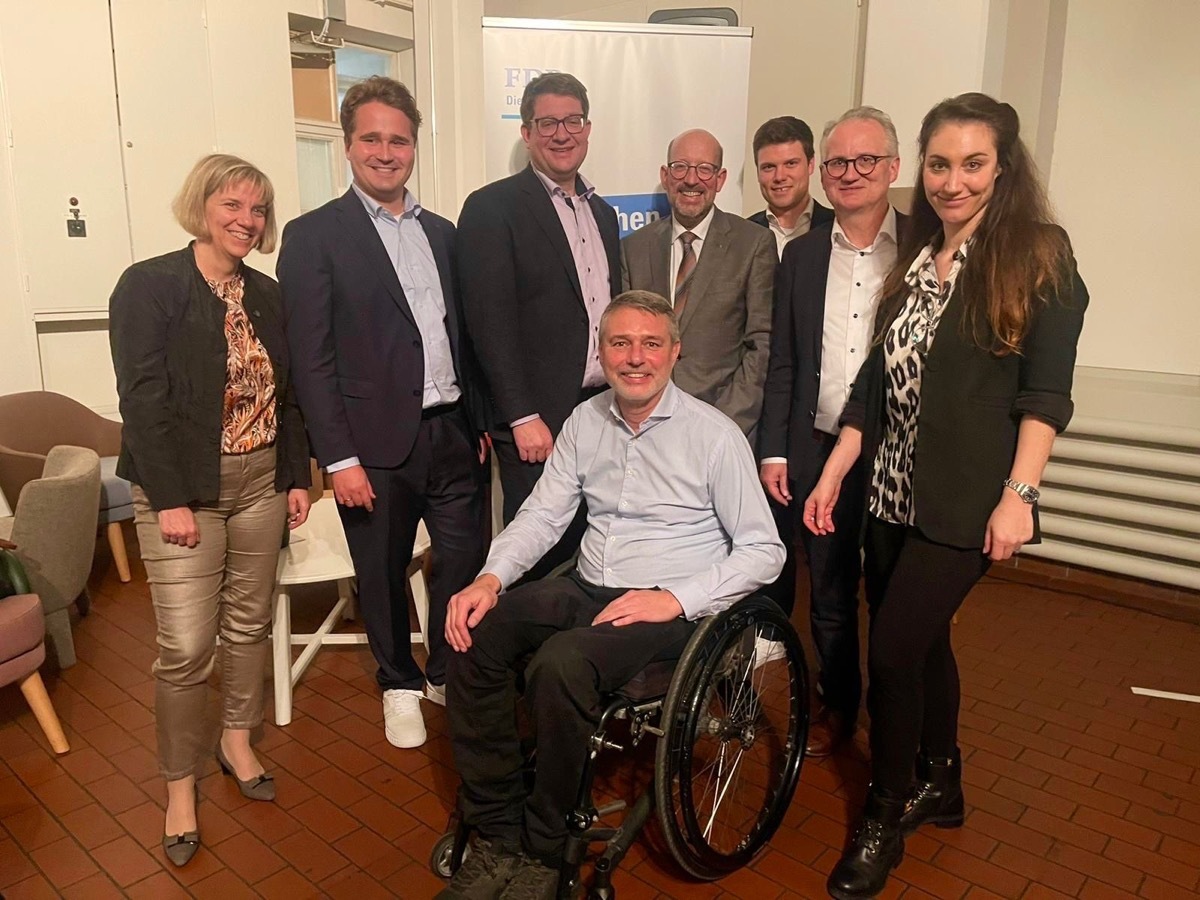
Die neu gewählte Parteileitung der FDP Baselland zusammen mit ehem. Parteipräsident Ferdinand Pulver und ehem. Fraktionspräsident Andreas Dürr (2024)

- Parteipräsident: Melchior Buchs Reinach (hat am 5. September 2024 nach dem Rücktritt von Ferdinand Pulver das Präsidium übernommen)
- Vizepräsident: Sven Inäbnit, Binningen BL
- Fraktionspräsident: Alain Bai, Muttenz BL
- Finanzchef: Stephan Hohl, Aesch BL

Weitere Mitglieder:
- Daniela Schneeberger (ex officio),  Thürnen
- Monica Gschwind (ex officio),  Hölstein
- Andreas Dürr, Biel-Benken BL
- Nadine Jermann, Buus BL
- Birgit Kron, Reinach BL
- Cyril Bleisch, Arlesheim BL
- Thekla Homberger (Geschäftsführerin), Füllinsdorf

## Geschäftsstelle
- Geschäftsführerin: Thekla Homberger, Füllinsdorf (seit Januar 2024 gewählt)

## Eidgenössischer Mandatsträger
- Nationalrätin: Daniela Schneeberger (seit 2011), Thürnen, Geschäftsleiterin Schneeberger Treuhand AG

## Landräte
In den Wahlen von 2011 erreichte die FDP Baselland 13 Sitze im Landrat. Seit den Wahlen 2015 stellen die Freisinnigen 17 von 90 Sitzen im Landrat.

## Regierungsräte
- Monica Gschwind, Hölstein, war Regierungspräsidentin für 2018/2019 und amtet als Vorsteherin der Bildungs-, Kultur- und Sportdirektion. Sie ist Regierungsrätin seit 2015.

## Ehemalige Regierungsräte
- Adrian Ballmer wurde in den Ersatzwahlen vom 16. April 2000 als Nachfolger von Hans Fünfschilling in den Regierungsrat gewählt. Er war Vorsteher der Finanz- und Kirchendirektion bis Ende 2013.
- Sabine Pegoraro, Pfeffingen, war Bau- und Umweltschutzdirektorin. Sie wurde am 30. April 2003 als Nachfolgerin von Andreas Koellreuter in den Regierungsrat gewählt und war zuerst Vorsteherin der Sicherheitsdirektion. Pegoraro präsidierte 2007/08 sowie 2012/2013 den Regierungsrat des Kantons Basel-Landschaft.